# Birgit Schäbler
Birgit Schäbler ist eine deutsche Nahost-Historikerin und Orientalistin. Sie ist Inhaberin der Professur für Geschichte Westasiens an der Philosophischen Fakultät der Universität Erfurt. 

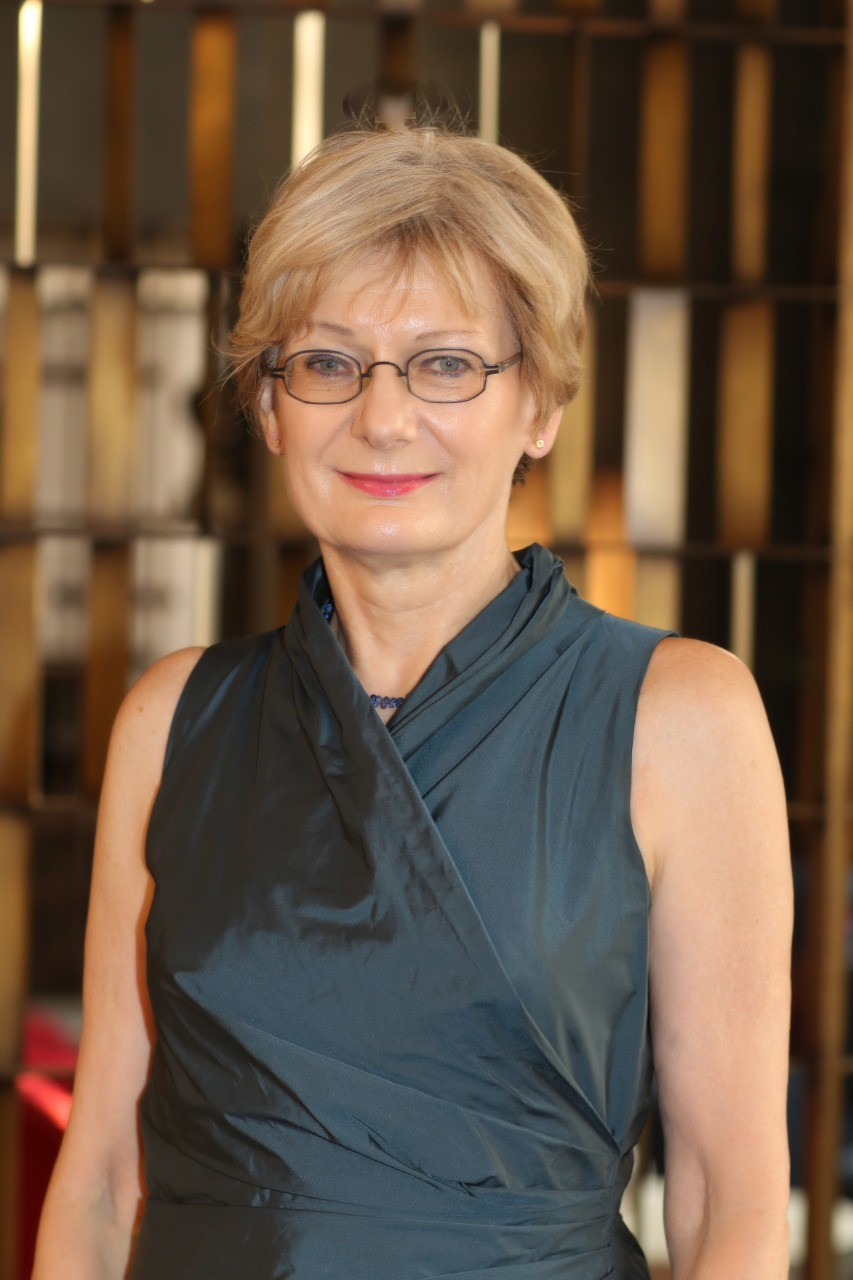
Birgit Schäbler

## Werdegang
Birgit Schäbler studierte nach ihrer Gymnasialzeit in Würzburg und einem Aufenthalt an einem britischen Internat an der Julius-Maximilians-Universität Würzburg Geschichtswissenschaft und Orientalistik. Nach einem DAAD-Studienjahr an der University of California, Berkeley ging sie an die Universität Erlangen-Nürnberg, da dort Alexander Schölch, ein in Oxford ausgebildeter Nahost-Historiker lehrte, der jedoch früh verstarb. Sie studierte Geschichts-, Islam- und Politikwissenschaften, und unternahm ausgedehnte Studienreisen in den Nahen Osten, u. a. in den Jemen, über den sie ihre MA-Arbeit schrieb. 1989 trat sie eine Stelle als wissenschaftliche Mitarbeiterin an der Professur für Geschichte und Politik des modernen Nahen Ostens bei Thomas Philipp an und war gleichzeitig Mitglied des Graduiertenkollegs „Gegenwartsbezogene Orientforschung“ der Universitäten Erlangen-Nürnberg und Bamberg. 1994 wurde sie mit einer Arbeit zur Geschichte der Drusen in Syrien, die auf britischen und französischen Archiv-Studien sowie Feldforschungen in Syrien beruhte, promoviert. Im Jahr darauf wurde Birgit Schäbler in den DFG-Forschungsschwerpunkt „Transformationen der außereuropäischen Expansion“ (Dietmar Rothermund, Reinhard Schulze u. a.) aufgenommen. 1996 ging sie in die USA, zunächst als Visiting professor an die Duke University, North Carolina, dann als Fellow an das Center for Middle Eastern Studies, Harvard University, schließlich lehrte sie als professor for Middle East History am Georgia College, der Liberal Arts University des Bundesstaates Georgia.
2002 wurde sie auf die Professur für Geschichte Westasiens, die einzige Professur für Nahost-Geschichte in einem Historischen Seminar in Deutschland, an die Universität Erfurt berufen. Sie war Gastwissenschaftlerin am Van Leer Institut (2005–2006), Fellow am Max-Weber-Kolleg Erfurt (2006–2007) und gründete 2008 an der Philosophischen Fakultät die erste transregionale Forschungsinitiative „Plattform Weltregionen und Interaktionen: Area Studies Transregional“ in Deutschland. Sie leitet seit 2012 den DAAD-Doppel-Master-Studiengang „Geschichte und Soziologie/Anthropologie des Vorderen Orients in globaler Perspektive“, der an der Universität Erfurt in Kooperation mit der Université St. Joseph und der Université St. Esprit Kaslik im Libanon besteht.
Von 2017 bis 2022 war sie von der Universität Erfurt beurlaubt und als Direktorin des Orient-Institut Beirut tätig.

## Forschungsschwerpunkte
In ihrer Forschung kombiniert sie Geschichtswissenschaft mit Islamwissenschaft und anthropologischer Feldforschung sowie soziologischen und politischen Fragestellungen. Die Geschichte Westasiens, ebenso wie die Geschichte Europas, Nordamerikas u. a. sieht sie als Geschichte von Weltregionen (area histories) an, die über einen jeweils eigenen epistemologischen Fundus verfügen und sich in ihren gegenseitigen Verflechtungen untersuchen lassen. Die Differenzerfahrung, die die Analyse nicht-westlicher Geschichte mit sich bringt, bedarf dabei einer eigenen Reflexion, bei der Birgit Schäbler von der kritisch-reflexiven Variante des Postkolonialismus (Dipesh Chakrabarty, Leelah Ghandi) beeinflusst ist. Ebenso sind ihre Forschungen von der Historischen Anthropologie geprägt, die Herrschaft als alltägliche soziale Praxis betrachtet, und Widerstand als vielfältiges, eigen-sinniges Handeln, mithin als eine Form oftmals widersprüchlicher Weltaneignung (wie sie in Deutschland Alf Lüdtke starkgemacht hat).
Ihre konkreten Forschungsschwerpunkte liegen in der Gesellschafts- und Kulturgeschichte der globalen Moderne in ihrer nahöstlichen Ausprägung (Globalization and the Muslim World. Culture, Religion and Modernity, herausgegeben mit Leif Stenberg). In Moderne Muslime. Ernest Renan und die Geschichte der ersten Islamdebatte 1883 argumentiert sie, dass der moderne und politisch-ideologisierte Islam, den wir heute sehen, in der Auseinandersetzung mit Europa erst in diesen 1880er Jahren entstanden ist, einer radikalen Umbruchszeit, in der er ältere und reichere Varianten des Islam verdrängte.
In ihrer Dissertation, die auf Arabisch in Beirut erschien, forschte sie zur Geschichte des ländlichen Raums, inklusive Problemen des Landbesitzes, und zu Fragen der religiösen Alterität in Syrien; die spätosmanische Geschichte war ihr erster Forschungsschwerpunkt. Ebenso hat sie zu Fragen des Nationalismus und Islamismus veröffentlicht, und zu Orientalismus und der Geschichte der Orientalistik.

## Schriften (Auswahl)
- Moderne Muslime. Ernest Renan und die Geschichte der ersten Islamdebatte 1883. Paderborn 2016, ISBN 3-506-78418-8.f
- Intifadat Jabal al-Duruz - Hauran. Min al-ahd al-'uthmani ila daulat al-istiqlal, 1860–1949. Dirasa antrubulujiyya-tarikhiyya, Dar an-Nahar, Beirut, 2004, Beiruter Texte und Studien, Vol. 92.
- Aufstände im Drusenbergland. Ethnizität und Integration einer ländlichen Gesellschaft Syriens vom Osmanischen Reich bis zur staatlichen Unabhängigkeit 1850–1949. Gotha 1996, ISBN 3-623-00402-2.
- als Herausgeberin mit Leif Stenberg: Globalization and the Muslim world. Culture, religion, and modernity. Syracuse 2007, ISBN 0-8156-3049-2.
- als Herausgeberin: Area studies und die Welt. Weltregionen und neue Globalgeschichte. Wien 2007, ISBN 3-85476-241-0.
- als Herausgeberin mit Thomas Philipp: The Syrian Land: Processes of Integration and Fragmentation in Bilad al-Sham from the 18th to the 20th century, Wiesbaden, 1998.